# Nicole Sullivan
Pour les articles homonymes, voir Sullivan.
Nicole Sullivan est une actrice et productrice américaine née le 21 avril 1970 à Manhattan, New York (États-Unis).
Elle est principalement connue, à la télévision, notamment pour avoir participé aux séries télévisées  MADtv(1995-2001), Un gars du Queens (2001-2007), Rita Rocks (2008-2009), Black-ish (2014-) et Disjointed (2017-2018).  
Elle est aussi très active dans le domaine du doublage. Elle a, notamment, travaillé sur les séries télévisées d'animations Les Aventures de Buzz l'Éclair (2000-2001), Clone High (2002-2003), Les Saturdays (2008-2010), Les Pingouins de Madagascar (2009-2012) et travaille, depuis 2000, sur la série Les Griffin. Elle a également doublé un personnage de Kim Possible (2002-2007), en participant aux téléfilms et jeux vidéo qui y sont liés.

## Biographie
Développant, dès son plus jeune âge, un intérêt pour le théâtre, elle étudie à l'Université Northwestern. Après avoir déménagé à Los Angeles, sa carrière décolle lorsqu'elle décroche un rôle dans la série télévisée MADtv, de 1995 à 2001. 
En 2002, elle fait ses débuts sur grand écran avec la comédie Une soirée parfaite de Jordan Brady, dans laquelle elle occupe un second rôle aux côtés de Denise Richards et Melissa McCarthy. Trois ans plus tard, on la retrouve dans la comédie de mœurs Black/White donnant la réplique à Bernie Mac, Zoe Saldana et Ashton Kutcher.  
Entre 2001 et 2007, elle joue face à Jerry Stiller dans la sitcom comique Un gars du Queens. Elle enchaîne ensuite les rôles réguliers dans des séries installées comme Raines (2007), Scrubs (2001-2009) et signe, régulièrement, des interventions le temps d'un épisode, dans de nombreuses séries (Monk, Boston Justice, Les Experts, Numbers etc.).
Très à l'aise dans le registre de la comédie, elle porte aussi la sitcom Rita Rocks, aux côtés de Tisha Campbell, pendant deux saisons et 40 épisodes (2008-2009). Dans le même temps, elle participe au film parodique Super Héros Movie. L'année d'après, elle intervient dans la comédie 17 ans encore portée par le jeune Zac Efron, ainsi que dans la comédie d'action Black Dynamite. 
Entre 2012 et 2013, elle intervient dans la série comique de Courteney Cox, Cougar Town. En 2013, elle porte l'éphémère Wendell and Vinnie, jouant l'un des rôles principaux. Suivront toujours des apparitions dans des séries à succès comme Devious Maids, The Middle, Bones, deux épisodes de Grey's Anatomy et Les Thunderman.  
Depuis 2014, elle joue le rôle de Janine, de manière récurrente, dans la série acclamée Black-ish, qui raconte l'histoire d'un afro-américain surfant sur le succès après avoir obtenu une promotion dans une agence de publicité.   
De 2017 à 2018, elle fait partie de la distribution principale de la série télévisée Disjointed, portée par l'oscarisée Kathy Bates. Elle y incarne le rôle de Maria, une mère au foyer désespérée, se liant d'amitié avec l'équipe d'un dispensaire de cannabis.   
Elle continue ensuite à jouer les guest et intervient notamment dans un épisode de la série The Mindy Project et dans Mom.  

## Filmographie

### Cinéma

#### Longs métrages
- 2002 : Une soirée parfaite de Jordan Brady : Sally
- 2005 : Black/White (Guess Who) de Kevin Rodney Sullivan : Liz Klein
- 2005 : Barry Dingle de Barry Shurchin : Ethel Shivers
- 2006 : Shades of Blue de Alex Freitas et Carlos DeFreitas : Sandra Wiley -directement sorti en vidéo-
- 2008 : Super Héros Movie (Superhero Movie) de Craig Mazin : Julia Riker
- 2009 : 17 ans encore (17 again) de Burr Steers : Naomi
- 2009 : Black Dynamite de Scott Sanders : Patricia Nixon
- 2013 : Jackhammer de Michael Hanus : Crazy Lucy
- 2014 : Eat with Me de David Au : Maureen
- 2014 : All Stars de Lance Kinsey : Jill Levitan
- 2016 : Pee-wee's Big Holiday de John Lee : Shelly
- 2016 : Heaven's Floor de Lori Stoll : Karen
- 2017 : Surprise Me! de Nancy Goodman : Ellen

#### Courts métrages
- 1997 : Fairfax Fandango de Abby Kohn (en) et Marc Silverstein (en) : rôle inconnu
- 1999 : Say You'll Be Mine de Brad Kane : rôle inconnu
- 2005 : The Adventures of Big Handsome Guy and His Little Friend de Jason Winer : femme enceinte
- 2006 : One Sung Hero de Samantha Counter : Nancy Nosenchuck
- 2008 : Baby Fighting de David Bickel : une femme au foyer
- 2009 : Zac Efron's Pool Party de Adam Shankman et Jake Szymanski : Randi

### Télévision

#### Séries télévisées
- 1991 : Herman's Head : Jeune femme (1 épisode)
- 1994 : Diagnostic : Meurtre : une infirmière (1 épisode)
- 1994 : La Vie à cinq : Terry (1 épisode)
- 1994 : Models Inc. : Elaine (1 épisode)
- 1994 : Maybe This Time : rôle non communiqué (1 épisode)
- 1997 : Le Drew Carey Show : Diane Pulaski (1 épisode)
- 1997-1998 : Fired Up : Debbie (2 épisodes)
- 1999 : Susan! : Claire Teevens (1 épisode)
- 2000 : Papa s'en mêle : Miss Land (1 épisode)
- 2000 : Talk to Me : Kat Munroe (3 épisodes)
- 2000 : New York, unité spéciale : Jen Caulder (saison 1, épisode 19)
- 2000 : Titus : Carol (1 épisode)
- 2001 : Me & My Needs : (pilote non retenu)
- 2001 : According to Jim : Alicia (1 épisode)
- 2002 : Dexter Prep : Nancy (pilote non retenu)
- 2003 : Less Than Perfect : Deirdre Bishop (2 épisodes)
- 2003 : Miss Match : Rachel (1 épisode)
- 1995-2005 : MADtv : Vancome Lady / Antonia / Autres (142 épisodes)
- 2005 : Monk : Janet Novak (1 épisode)
- 2005 : Hot Properties : Chloe Reid (13 épisodes)
- 2006 : Boston Justice : Joan Rubin (1 épisode)
- 2007 : Raines : Carolyn Crumley (7 épisodes)
- 2001-2007 : Un gars du Queens : Holly Shumpert / Marilyn (62 épisodes)
- 2007 : My Boys : Kimmie (2 épisodes)
- 2008 : Les Experts : Nancy Twicker (1 épisode)
- 2008 : La Vie de palace de Zack et Cody : Miss Klotz (1 épisode)
- 2009 : Leverage : Heather Moscone (1 épisode)
- 2001-2009 : Scrubs : Jill Tracy (6 épisodes)
- 2008-2009 : Rita Rocks : Rita Clemens (40 épisodes)
- 2009 : True Jackson : Kreuftlva (1 épisode)
- 2010 : Numb3rs : Nancy Hackett (1 épisode)
- 2010-2011 : $h*! My Dad Says : Bonnie Goodson (18 épisodes)
- 2012 : Whitney : rôle inconnu (1 épisode)
- 2012 : The Game : Sadie (1 épisode)
- 2012-2013 : Cougar Town : Lynn Mettler (7 épisodes)
- 2013 : The Exes : Melanie (1 épisode)
- 2013 : Wendell & Vinnie : Wilma Bassett (20 épisodes)
- 2014 : Devious Maids: Holly (1 épisode)
- 2014 : The Middle : Vicki (1 épisode)
- 2014 : See Dad Run : Brooke (1 épisode)
- 2015 : Bones : Joanne DeMarco (1 épisode)
- 2015 : Grey's Anatomy : JJ (2 épisodes)
- 2016 : Les Thunderman : Doggin (1 épisode)
- 2016 : Untitled MadTV Revival : personnage varié (2 épisodes)
- 2017 : Mom : Leanne (1 épisode)
- 2017 : Girlboss : La mère de Nathan (1 épisode)
- 2014-... : Black-ish : Janine (17 épisodes - en cours)
- 2017 : The Mindy Project : Dr. Weitzel (1 épisode)
- 2017-2018 : Disjointed : Maria (16 épisodes)
- 2018 : Corporate : Linda Lee (1 épisode)
- 2019 : High School Musical: The Musical: The Series : Carol
- 2019 : Middle School Moguls

#### Téléfilms
- 2000 : Bar Hopping (en) de Steve Cohen : Mara
- 2001 : The Way She Moves de Ron Lagomarsino : Beth
- 2002 : Désordre affectif (My Sister's Keeper) de Ron Lagomarsino : Alissa
- 2007 : Manchild de Stephen Gyllenhaal : Leslie
- 2012 : Let It Shine de Paul Hoen : Lyla
- 2014 : Duty de Daniel Libman et Matthew Libman : Rhonda

### Réalisatrice
- 1995-1998 : MADtv (série télévisée) : réalisatrice de 41 épisodes

### Productrice
- 2003 : Untitled Nicole Sullivan Project : (pilote non retenu)

## Doublage

### Cinéma
- 2000 : Buzz l'Éclair, le film : Le Début des aventures (Buzz Lightyear of Star Command: The Adventure Begins) de Tad Stones (vidéo) : Mira Nova (voix)
- 2006 : Lucas, fourmi malgré lui (The Ant Bully) de John A. Davis : Fourmi #9 (voix)
- 2007 : Bienvenue chez les Robinson de Stephen J. Anderson : Franny (voix)

### Télévision
- 1999 : Pepper Ann (série télévisée d'animation) : Tundra Woman (1 épisode)
- 2000-2001 : Les Aventures de Buzz l'Éclair (série télévisée d'animation) : Mira Nova (voix, 61 épisodes)
- 2000-2002 : Bébé Blues (série télévisée d'animation) : Bizzy (voix, 4 épisodes)
- 2002 : A Baby Blues Christmas Special de Tony Cervone (court métrage télé) : Bizzy (voix)
- 2002-2007 : Kim Possible (série télévisée d'animation) : Shego (voix)
- 2002-2003 : Clone High (série télévisée d'animation) : Jeanne d'Arc / Marie Curie (voix, 13 épisodes)
- 2003 : Les Razmoket : Debbie / Une vendeuse (voix, 1 épisode)
- 2003 : Kim Possible : La Clé du temps (téléfilm d'animation) : Shego (voix)
- 2003 : Stanley : Farmer Julie (voix, 1 épisode)
- 2004 : Crank Yankers : Esperanza Thomas (voix, 1 épisode)
- 2005 : Kim Possible, le film : Mission Cupidon (téléfilm d'animation) : Shego (voix)
- 2005 : Lilo et Stitch, la série : Shego (voix, 1 épisode)
- 2006 : American Dad! : Janice (voix, 1 épisode)
- 2006 : Brandy et M. Moustache (série télévisée d'animation) : Gerri (voix, 2 épisodes)
- 2007-2009: Slacker Cats (série télévisée d'animation) : Louise (voix, 3 épisodes)
- 2008-2010 : The Secret Saturdays (série télévisée d'animation) : Drew Saturday / Drew Monday (voix, 25 épisodes)
- 2010 : Firebreather de Peter Chung (téléfilm d'animation) : Dr. Pytel (voix)
- 2012 : Super Best Friends Forever (série télévisée d'animation) : Supergirl (voix, 4 épisodes)
- 2009-2012 : Les Pingouins de Madagascar (série télévisée d'animation) : Marlène (voix, 60 épisodes)
- 2014 : TripTank (série télévisée d'animation) : Sarah / Caitlin (voix, 3 épisodes)
- 2014 : BoJack Horseman': Tracy / une fan / une fille à la fête (voix, 3 épisodes)
- 2018 : #TheLasteBatsby de Lauren Faust : Supergirl (voix, court métrage télé)
- 2018 : Baymax et les Nouveaux Héros : Stern Woman (voix, 1 épisode)
- depuis 2000 : Les Griffin : Muriel Goldman/Mrs. Abbott/Vendeuse de livres/Various (voix)
- depuis 2019 : DC Super Hero Girls : Supergirl (voix)

### Jeux vidéo
- 2000 : Buzz Lightyear of Star Command (jeu vidéo) : Mira Nova (voix)
- 2001 : Monsters, Inc (jeu vidéo ) : voix diverses
- 2006 : Kim Possible: What's the Switch? (jeu vidéo) : Shego (voix)
- 2007 : Ratchet & Clank: Size Matters (jeu vidéo) : Luna / L'ordinateur (voix)
- 2007 : Bienvenue chez les Robinson (jeu vidéo) : Franny (voix)
- 2009 : FusionFall (jeu vidéo) : Drew Saturday (voix)
- 2011 : Penguins of Madagascar: Dr. Blowhole Returns - Again (jeu vidéo) : Marlene (voix)